# Киреле
Ки́реле (Кирела, Лаукупите; латыш. Ķirele, Kirela, Kirele, Kirera, Laukupīte) — река в Латвии. Течёт по территории Буртниекской равнины в Вецатской волости Буртниекского края и Сканькалнской волости Мазсалацского края. Левый приток верхнего течения Салацы.
Длина реки составляет 14 км. Площадь водосборного бассейна равняется 37,9 км² (по другим данным — 46 км²).
Вытекает из озера Ребелес. В верхнем течении сообщается с озером Жербелес и пересекает озеро Кирума. Впадает в Салацу напротив города Мазсалаца.